# Jänkisjärvi
Jänkisjärvi är en by i Övertorneå distrikt (Övertorneå socken) i Övertorneå kommun, Norrbottens län. Den är belägen vid sjön Jänkisjärvi, mitt på norra polcirkeln. Fram till och med 2005 klassades orten som en småort.
Namnet Jänkisjärvi kommer från orden jänkkä som betyder myr, och järvi som betyder sjö.

## Historia
Johan Olovsson Yrjänä utvandrade från Alkkula för att etablera ett nybygge vid Jänkisjärvi i slutet av 1720-talet.
1942 havererade ett bombplan Junkers Ju 88 norr om orten.

### Befolkningsutveckling
| Befolkningsutvecklingen i Jänkisjärvi 1990–2005 | Befolkningsutvecklingen i Jänkisjärvi 1990–2005 | Befolkningsutvecklingen i Jänkisjärvi 1990–2005 | Befolkningsutvecklingen i Jänkisjärvi 1990–2005 | Befolkningsutvecklingen i Jänkisjärvi 1990–2005 |
| ----------------------------------------------- | ----------------------------------------------- | ----------------------------------------------- | ----------------------------------------------- | ----------------------------------------------- |
|                                                 |                                                 |                                                 |                                                 |                                                 |
| År                                              |                                                 |                                                 | Folkmängd                                       | Areal (ha)                                      |
| 1990                                            | 1990                                            |                                                 | 63                                              | 37#                                             |
| 1995                                            | 1995                                            |                                                 | 62                                              | 36#                                             |
| 2000                                            | 2000                                            |                                                 | 59                                              | 36#                                             |
| 2005                                            | 2005                                            |                                                 | 52                                              | 36#                                             |
| Anm.: Ej småort 2010. # Som småort.             |                                                 |                                                 |                                                 |                                                 |

På grund av förändrat dataunderlag hos Statistiska centralbyrån så är småortsavgränsningarna 1990 och 1995 inte jämförbara. Befolkningen den 31 december 1990 var 59 invånare inom det område som småorten omfattade 1995.
Vid folkräkningen den 31 december 1890 bodde det 89 personer i Jänkisjärvi. I augusti 2020 fanns det enligt Ratsit 26 personer över 16 år registrerade med Jänkisjärvi som adress.